# Aphodius affinis
Aphodius affinis es una especie de coleóptero de la familia Scarabaeidae.

## Distribución geográfica
Habita en Europa y en Canarias.